# Marek Waśkiel

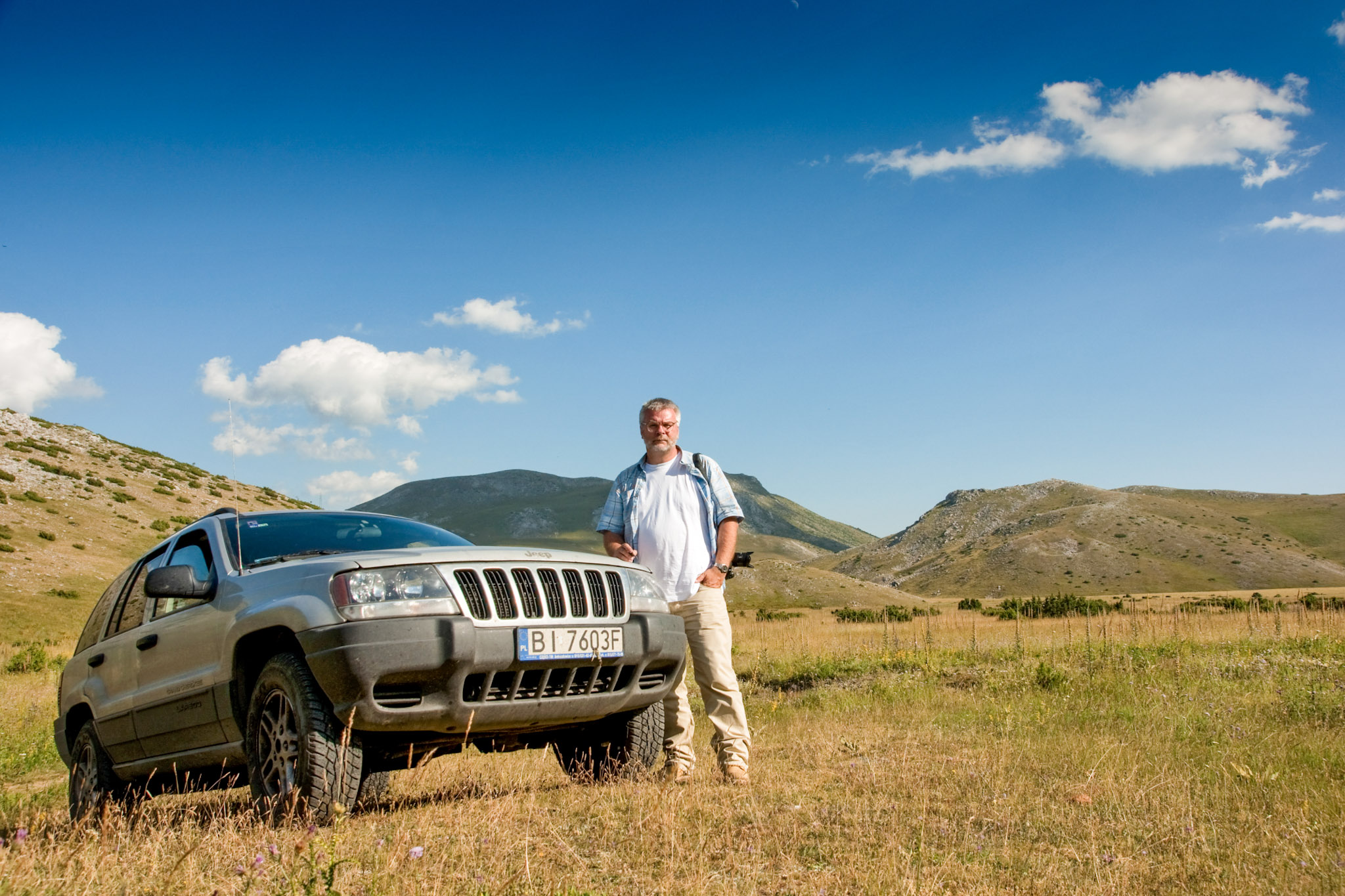
Marek Waśkiel

Marek Waśkiel (ur. 1960) – polski artysta fotograf, historyk z wykształcenia, specjalizujący się w fotografii krajobrazowej i podróżniczej. Współpracował z wieloma magazynami, w tym National Geographic, Podróże, Maxim, Focus oraz Dom i Świat. Pełnił funkcję fotoedytora w miesięczniku Podróże oraz zastępcy redaktora naczelnego w magazynie Poznaj Świat. Autor albumów fotograficznych, przewodników turystycznych, a także organizator wystaw fotograficznych.

## Działalność
Był prezesem stowarzyszenia Białostocka Grupa Fotograficzna (BGF), a także redaktorem naczelnym miesięcznika Fotogea – Fotografie i Podróże. W swojej twórczości koncentruje się na dokumentowaniu krajobrazów Polski, ze szczególnym uwzględnieniem północno–wschodnich regionów kraju, w tym Podlasia. W 2017 roku został nominowany do Nagrody Artystycznej Prezydenta Miasta Białegostoku. Prowadzi kursy fotograficzne, warsztaty, jest autorem artykułów o fotografii. 10 stycznia 2025 roku Marek Waśkiel był gościem Kanału Zero, gdzie przeprowadzono podczas transmisji na żywo wywiad z fotografem o nazwie Marek Waśkiel – mentor fotografii, w którym poruszono tematy związane z fotografią, w tym głównie temat fotografowania przyrody.    

## Publikacje (albumy, czasopisma, przewodniki)
1. Podlasie. Opowieści z przydroża (2004), Białystok: Agencja Reklamowa HOT MULTIMEDIA ISBN 83-902256-6-0
2. Białystok (2006)
3. Ach! Podlasie, Podlasie(2016)[29], Białystok: Solo Dorota Waśkiel ISBN 978-83-941324-2-2
4. Podlasie piękno natury (2023) wersja cyfrowa
5. Marek Waśkiel, Wigierski Park Narodowy, Warszawa: Multico Oficyna Wydawnicza, 2008, ISBN 978-83-7073-567-8
6. Wywiad z fotografem miesiąca magazyn Szeroki kadr lipiec 2022
7. Poznaj Świat numer 11.2008 "Tallin" – tekst i zdjecia Marek Waśkiel ISSN 0032-6143
8. Albania: w krainie bunkrów i mercedesów / Marek Waśkiel. 2009, W: Poznaj Świat. – 2009, nr 7, s. 22-27
9. Murad Pasza był Polakiem. Twórca, Waśkiel, Marek, W: Poznaj Świat. – 2010, nr 11, s. 80-85,
10. Kapadocja: z góry lepiej widać. Twórca, Waśkiel, Marek W: Poznaj Świat. – 2009, nr 6, s. 22-29
11. Poznaj Świat numer 01.2009 "Cyfrówka na mrozie" – tekst Marek Waśkiel ISSN 0032-6143
12. Poznaj Świat numer 01.2009 "Matecznik króla żubra" – tekst i zdjęcia Marek Waśkiel ISSN 0032-6143
13. Poznaj Świat numer 11.2009 "Czechy" – tekst i zdjecia Marek Waśkiel ISSN 0032-6143
14. Poznaj Świat numer 12.2009 "Egipt w pigułce" – tekst i zdjecia Marek Waśkiel ISSN 0032-614
15. Nadbużańskie Podlasie: przewodnik po znakowanych szlakach pieszych województwa białostockiego; Marek Waśkiel.1994Białystok: Regionalny Oddział PTTK Polskiego Towarzystwa Turystyczno-Krajoznawczego, na zlec. Wydziału Kultury, Sportu i Turystyki Urzędu Wojewódzkiego ISBN 8390250403
16. Polska na weekend. Praca zbiorowa, Przewodnik turystyczny. Wydawca Bielsko–Biała: Wydawnictwo Pascal ISBN 9788376429601
17. Puszcza Knyszyńska: przewodnik po znakowanych szlakach turystycznych: praca zbiorowa / pod red. Marka Waśkiela. Waśkiel, Marek Redakcja.1991 | Białystok: Regionalny Ośrodek Programowy PTTK Polskiego Towarzystwa Turystyczno–Krajoznawczego: Oddział Uczelniany PTTK przy Filii Uniwersytetu Warszawskiego.
18. Kto ukręci tę naj / Marek Waśkiel. Twórca, Waśkiel, Marek W: Dziennik. – 2008, nr 64dod. Podróże s.3 Data publikacji 2008.
19. Berlin / Marek Waśkiel. Waśkiel, Marek 2008, W: Poznaj Świat. – 2008, nr 7, s. 84–88 ISSN 0032-6143
20. 3 kurorty z duszą / Marek Waśkiel. Waśkiel, Marek, 2007 W: Podróże. – 2007, nr 12, s. 106–110
21. Gdzieś tam za Bugiem: w mozaice kultur. Waśkiel, Marek 2008. W: Podróże. – 2008, nr 2, s. 88–95
22. Żupa solna i port w Goniądzu. Autor Waśkiel, Marek 1991. Białostocczyzna Białystok: [s.n.], 1986–2002 1(21), strony 4–6
23. Przewodniki po Białymstoku w okresie międzywojennym. Waśkiel, Marek Autor; 1988 Białostocczyzna Białystok: [s.n.], 1986–2002 2(10), 1988, strony 31–34
24. Dzieraszka, palemka i sobacze łapki / Marek Waśkiel. W: Poznaj Świat. – 2009, nr 4, s. 84–87
25. Rumuńska Transalpina, Twórca Waśkiel, Marek, W: Poznaj Świat. – 2009, nr 9, s. 50–57
26. Nadbużańska włóczęga / tekst i zdj. Marek Waśkiel. W: Kraina Bugu. – 2012, nr 3, s. 54–65, fot. kolor.
27. Egzotyczne krajobrazy i portrety / Marek Waśkiel. W: Nowy Wyszkowiak. – 2010, nr 37, s. 20,
28. Włochy / [Autorzy tekstów Kazimierz Kunicki, Tomasz Ławecki, Joanna Cieślewska, Magdalena Turowska–Rawicz, Monika Zalewska–Biełło, Elżbieta Charysz, Marek Waśkiel, Maciej Szopa]. Książki, Publikacje popularnonaukowe, 2001, ISBN : 9788389840288